# Бобровка (Марксовский район)
Бобровка — село в Марксовском районе Саратовской области. Входит в состав Приволжского муниципального образования.

## История
Колония Нидермонжу основана в 1767 году 88 семьями переселенцев из Пруссии, Швабии, Саксонии, Гессена и Ганновера. Наименование своё получила по имени второго директора колоний Отто Фридриха фон Монжу.
После образования трудовой Коммуны (автономной области) немцев Поволжья село Нидермонжу — административный центр Нидермонжуского сельского совета Марксштадтского кантона. В результате первой мировой и гражданской войн, голода в 1921—1922 гг., а также эмиграции в Америку, число жителей Нидермонжу заметно сократилось. По переписи населения в 1926 года село насчитывало 476 домохозяйств с населением — 2723 человек (1354 мужского пола, 1378 женского пола) в том числе немецкое население — 2652 человек (1274 мужского пола, 1378 женского пола), домохозяйств — 473. В 1926 году в Нидермонжуский сельсовет входили: с. Нидермонжу, выс. Мечётка, выс. Суслы, выс. Эрстер Грабен, выс. Дритер Грабен, выс. Боксерграбен, выс. Дамм, Лесная сторожка. С 1 января 1935 года и до ликвидации АССР НП в 1941 году село Нидермонжу относилось к Красноярскому кантону АССР НП. Сейчас село Бобровка Марксовского района Саратовской области.

## Население
| 2002 | 2010 |
| ---- | ---- |
| 366  | ↗372 |

## Известные жители и уроженцы
- Розенбергер, Давид Гейнрихович (1896—1956)  — советский хозяйственный, государственный и политический деятель, председатель ЦИК АССР Немцев Поволжья (1937-38)
- Шефер, Александр Соломонович (1924—1967) — Герой Социалистического Труда
- Риб, Эвальд Карлович (1930—2003) — российский поэт, писатель и скрипач-педагог
- Сайбель, Карл Карлович (род. 1940) — секретарь парткома в совхозах «Юбилейный» и имени Ленина, с 1980 - 1998 директор спецхоза «Кубанка» и генеральный директор ЗАО «Кубанка» Калманского района.